# Stéphane Poulat
Stéphane Poulat (* 8. Dezember 1971 in Saint-Martin-d’Hères) ist ein ehemaliger französischer Triathlet, Starter bei den Olympischen Sommerspielen (2004) und Militär-Weltmeister Triathlon (2005, 2006). Er wird in der Bestenliste französischer Triathleten auf der Ironman-Distanz geführt.

## Werdegang
1989 nahm Stéphane Poulat bei seinem ersten Triathlon teil.
1997 wurde er französischer Staatsmeister auf der Triathlon-Kurzdistanz und er konnte diesen Titel im Folgejahr erfolgreich verteidigen.

### Olympische Sommerspiele 2004
2004 startete er für Frankreich bei den Olympischen Sommerspielen in Athen und belegte den 14. Rang.
Im September 2011 gewann er die Erstaustragung des Ironman 70.3 Pays d’Aix France. Er startete für den Club Beauvais Triathlon.

### Staatsmeister Triathlon Mitteldistanz 2010
Poulat war über viele Jahre bei Bewerben auf der Kurzstrecke aktiv und 2010 wurde er in Dijon französischer Staatsmeister auf der Triathlon-Mitteldistanz.
Er startete 2009 erstmals auf der Langdistanz und im November 2011 in den Vereinigten Staaten bei seinem ersten Ironman. Er belegte in Tempe (Arizona) als Zweitschnellster nach der Schwimmdistanz den fünften Rang.
2014 beendete er seine Zeit als Triathlon-Profi. Er lebt in Le Plessis-Robinson.

## Sportliche Erfolge
| Datum/Jahr    | Rang | Wettbewerb                                           | Austragungsort       | Zeit        | Bemerkung                                                                                             |
| ------------- | ---- | ---------------------------------------------------- | -------------------- | ----------- | --- |
| 23. Sep. 2012 | 2    | Ironman 70.3 Pays d’Aix France                       | Aix-en-Provence      |             | Zweiter hinter Cyril Viennot                                                                          |
| 6. Mai 2012   | 2    | Ironman 70.3 St. Croix                               | Saint Croix          | 04:05:25    | |
| 1. Apr. 2012  | 5    | Ironman 70.3 Texas                                   | Galveston Island     | 03:52:35    | |
| 25. Sep. 2011 | 1    | Ironman 70.3 Pays D’Aix France                       | Aix en Provence      | 03:49:43    | [ 2 ]                                                                                                 |
| 2011          | 3    | FRA Middle Distance Triathlon National Championships | Dijon                |             | Staatsmeisterschaft Triathlon                                                                         |
| 2010          | 2    | Triathlon de Gérardmer                               | Gérardmer            | 04:25:58    | Zweiter hinter seinem Landsmann Sylvain Sudrie (1,9 km Schwimmen, 94,5 km Radfahren und 21 km Laufen) |
| 2010          | 1    | FRA Middle Distance Triathlon National Championships | Dijon                |             | Staatsmeister Triathlon Mitteldistanz                                                                 |
| 10. Mai 2008  | 5    | ETU Triathlon European Championships                 | Lissabon             | 01:53:54    | Europameisterschaft Kurzdistanz                                                                       |
| 30. Aug. 2007 | 30   | ITU Triathlon World Championships                    | Hamburg              | 01:45:38    | |
| 2007          | 3    | FRA Triathlon National Championships                 | Charleville-Mézières |             | Staatsmeisterschaft Triathlon                                                                         |
| 10. Juli 2006 | 1    | CISM Militär-Weltmeisterschaft Triathlon             | Satenas              |             | |
| 2006          | 2    | FRA Triathlon National Championships                 | Rennes               |             | Vize-Staatsmeister Triathlon                                                                          |
| 20. Aug. 2005 | 22   | ETU Triathlon European Championships                 | Lausanne             | 01:58:26    | |
| 26. Juni 2005 | 1    | CISM Militär-Weltmeisterschaft Triathlon             | Ventura              |             | |
| 26. Aug. 2004 | 14   | Olympische Sommerspiele 2004                         | Athen                | 01:53:51,35 | |
| 9. Mai 2004   | 15   | ITU Triathlon World Championships                    | Madeira              | 01:42:47    | |
| 18. Apr. 2004 | 37   | ETU Triathlon European Championships                 | Valencia             | 01:51:36    | Europameisterschaft auf der Kurzdistanz                                                               |
| 2004          | 2    | FRA Triathlon National Championships                 | Charleville-Mézières |             | Vize-Staatsmeister Triathlon                                                                          |
| 6. Dez. 2003  | 24   | ITU Triathlon World Championships                    | Queenstown           | 01:57:45    | |
| 9. Nov. 2002  | 22   | ITU Triathlon World Championships                    | Cancún               | 01:53:34    | |
| 4. Nov. 2001  | 3    | ITU Triathlon World Cup                              | Cancún               | 01:32:35    | Dritter hinter dem Sieger Greg Bennett                                                                |
| 18. Aug. 2001 | 3    | ITU Triathlon World Cup                              | Tiszaújváros         | 01:44:43    | |
| 22. Juli 2001 | 10   | ITU Triathlon World Championships                    | Edmonton             | 01:48:58    | Triathlon-Weltmeisterschaft                                                                           |
| 7. Juli 2001  | 2    | CISM Militär-Weltmeisterschaft Triathlon             | Murska Sobota        |             | |
| 2001          | 2    | FRA Triathlon National Championships                 | Lac de Vassivière    |             | Vize-Staatsmeister Triathlon                                                                          |
| 30. Aug. 1998 | 44   | ITU Triathlon World Championships                    | Lausanne             | 02:01:36    | |
| 1998          | 1    | FRA Triathlon National Championships                 | Mulhouse             |             | Staatsmeister Triathlon                                                                               |
| 16. Nov. 1997 | 8    | ITU Triathlon World Championships                    | Perth                | 01:50:09    | |
| 1997          | 1    | FRA Triathlon National Championships                 | Armor-Plage          |             | Staatsmeister Triathlon                                                                               |
| 24. Aug. 1996 | 22   | ITU Triathlon World Championships                    | Cleveland            | 01:43:29    | |

| Datum/Jahr    | Rang | Wettbewerb                                         | Austragungsort | Zeit     | Bemerkung                                               |
| ------------- | ---- | -------------------------------------------------- | -------------- | -------- | ------------------------------------------------------- |
| 8. Juli 2012  | 21   | Ironman Germany                                    | Frankfurt      | 08:55:54 | Ironman-Europameisterschaft                             |
| 20. Nov. 2011 | 5    | Ironman Arizona                                    | Tempe          | 08:18:55 | Zweitschnellster nach der Schwimmdistanz: 46:59 Minuten |
| 5. Nov. 2011  | 16   | ITU Long Distance Triathlon World Championships    | Henderson      | 05:28:16 | Triathlon-Weltmeisterschaft auf der Langdistanz         |
| 6. Juni 2009  | 3    | FRA Long Distance Triathlon National Championships | Belfort        | 05:52:54 | Staatsmeisterschaft auf der Langdistanz                 |

(DNF – Did Not Finish)